# Томаровка
Томаро́вка — городское поселение в Яковлевском городском округе Белгородской области России. Малая родина Героя Советского Союза А. И. Шевченко.
Расположен в верховьях реки Ворсклы, притока Днепра. Железнодорожная станция Томаровка на линии Белгород — Сумы.
Второй по величине населённый пункт Яковлевского района после Строителя.

## История
Томаровка берёт своё начало от слободы, основанной недалеко от оборонительной Белгородской черты Русского царства. В 1657 году земли посёлка приобрёл у воеводы Левшина генерал Карлос Регимонт, который перепродал их в 1690 году белгородскому протопопу Ивану Томарову. Тот совместно со своими сыновьями владел здесь поместьем в 1690—1698 гг. Первыми её поселенцами были беглые крепостные крестьяне и черкасы, выходцы с территории современной Украины. Затем угодья перешли карповскому помещику Солодилову. В петровское время слободой владел Гавриил Иванович Головкин
После образования Белгородской губернии (1727) Томаровская слобода вошла в Карповский уезд. В 1779 году слобода вошла в состав Богатенского уезда, а в 1797 году — в состав Белгородского уезда Курской губернии.
В 1802 году в составе Белгородского уезда образована Томаровская волость. В 1841 г. в Томаровке построили церковь Архистратига Михаила, в 1859 г. — Николаевский храм, в 1869 г. — Казанскую церковь. В 1862 году слободе насчитывалось 1206 дворов с населением в 8847 человек. В селе проводились базары и ярмарки. Доход от этих предприятий составлял около 4700 рублей за ярмарку. Во второй половине XIX века в Томаровке развивалось кустарное производство. В 1871 году в Томаровке была открыта школа. Всего в ней обучалось 318 человек (286 мальчиков и 32 девочки). Школа находилась в центре слободы и была едва не единственной земской школой Белгородского уезда имевшей 3 классные комнаты.
В 1885 году было начато строительство железной дороги «Белгород—Готня—Сумы», проходившей через село, которое закончилось в 1903 году.
В 1897 году в слободе Томаровка насчитывалось 8716 жителей, в 1901 г. — 12 015 жителей, а в 1910 — 15 тыс. жителей.
25 ноября 1917 года в районе станции Томаровка произошла одна из первых стычек Гражданской войны в России между отрядом пробивающихся на Дон корниловцев и экипажем красного бронепоезда РККА: корниловцев на подступах к Белгороду остановил сводный отряд морских пехотинцев Балтийского флота и харьковских, тульских и белгородских красногвардейцев общей численностью около 1500 человек под командованием матроса Н. А. Ховрина. 25 марта 1918 года Томаровку оккупировали немцы и гайдамаки УНР.
В 1928 году с. Томаровка становится центром Томаровского района Белгородского округа Центрально-Чернозёмной области. 23 июля 1930 года окружная система в СССР была упразднена и Томаровский район перешёл в прямое подчинение администрации Центрально-Чернозёмной области. В 1932 году в Томаровке проживало 10 тыс. жителей.
13 июня 1934 года Томаровский район вошёл в состав Курской области.
24 октября 1941 года Томаровка была оккупирована немецкими войсками. 4 августа 1943 года 6-й и 5-й гвардейский танковые корпуса РККА под командованием А. Л. Гетмана и А. Г. Кравченко атаковали Томаровку, где окопались части 19-й танковой дивизии вермахта. Бои за Томаровку приняли затяжной характер. 5 августа у Томаровки советские танкисты атаковали и разгромили отходящую колонну штаба 19-й немецкой танковой дивизии, при этом её командир генерал-майор Густав Шмидт был убит. Лишь 6 августа 1943 года посёлок был освобождён в ходе Белгородско-Харьковской наступательной операции Красной Армии.
В 1945 году в селе находились органы управления района, сельсовета Томаровский 1-й, сельсовета Томаровский 2-й.
6 января 1954 года Томаровский район вошёл в состав Белгородской области.
В 1928—1963 годах Томаровка была центром Томаровского района.
1 февраля 1963 года Томаровский район был упразднён.
В 1965 году с. Томаровка вошло в состав Яковлевского района Белгородской области, районный центр г. Строитель. В 1968 году по Указу Президиума Верховного Совета РСФСР село Томаровка получило статус посёлка городского типа. В её состав вошли хутора Махнов, Цыхманов, Кисленков, Сёмин, Роговой, Волохов, Федоренков.
С 2004 до 2018 гг. в составе ныне упразднённого бывшего Яковлевского муниципального района образовывал одноимённое муниципальное образование посёлок Томаровка со статусом городского поселения.

## Население
| 1959  | 1970  | 1979  | 1989  | 2002  | 2009  | 2010  | 2012  | 2013  |
| ----- | ----- | ----- | ----- | ----- | ----- | ----- | ----- | ----- |
| 4974  | ↗6388 | ↗6798 | ↗7165 | ↗7816 | ↗8058 | ↗8094 | ↘8029 | ↘8006 |
| 2014  | 2015  | 2016  | 2017  | 2018  | 2019  | 2020  | 2021  |       |
| ↘7997 | ↘7983 | ↘7910 | ↗7914 | ↘7788 | ↘7692 | ↗7721 | ↘7394 |       |

## Экономика
Действуют ЗАО «Томмясо» (собственное производство и переработка мясной продукции) , ЗАО «Томмолоко» (собственное производство и переработка молочной продукции), ЗАО «КиП» (переработка с/х продукции, выпуск кормов для животных и рыб), ООО «Зелёная планета» (экологические технологии). Производство пиломатериалов ИП Кибалов И. Г.,
Среди торговых предприятий наиболее заметны Томаровское сельпо (сеть магазинов), универсамы «Магнит», «Пятёрочка», «Перекрёсток», розничный рынок, кафе «Престиж», кафе-бар «Старая Крепость»,
Места отдыха и рыбалки: Пруд «Общества слепых» с. Глинки., Пруд «Старые глинки». Пруд «Новый» (Орошаемый).

## Достопримечательности
- Сохранился храм Казанской божьей матери (1869 год)
- Железнодорожный вокзал дореволюционной постройки[26]
- Музей «Сырный дом»